# Gej muškarac
Gej muškarac jest muški homoseksualac, muškarac kojeg seksualno i romantično privlače drugi muškarci.

## Terminologija
U hrvatskom, gej (množina: gejevi) jest anglizam riječi gay, koja se često upotrebljava i za lezbijke. Riječ gay isprva je označavala nešto „veselo” ili „radosno”; riječ je dobila seksualne konotacije te se počela koristiti za homoseksualne muškarce. Izvedenica gejfobija označava homofobiju usmjerenu isključivo prema gejevima.
Hrvatska riječ „homoseksualac” ne smatra se pogrdnom, ali se uglavnom koristi u psihologiji i seksologiji. „Peder” je pogrdna riječ, premda se neki gej muškarci služe njome da opišu svoj identitet. 
Izrazi bear („medvjed”) i twink nisu često korišteni u Hrvatskoj – obje riječi služe kao opis tjelesnog izgleda.

## Biologija i psihologija
U društvima tolerantnima prema homoseksualnosti, broj gej muškaraca nije veći nego u društvima u kojima je homofobija izražena.[nedostaje izvor] Gej muškarci češće se služe lijevom rukom te u djetinjstvu manjina njih pokazuje „ženstvene osobine”, za što obično nisu nagrađeni.
Većina psihologa i psihijatara homoseksualnost od 1970-ih ne smatra duševnom bolešću. U odnosu na heteroseksualce, gej muškarci češće razvijaju psihološke probleme kao što su depresija, anksioznost i PTSP.
Unatoč diskriminaciji i nasilju, pojedine psihologijske studije pokazuju da mnogi gej muškarci imaju značajnu psihološku otpornost.

## Dječaci i mladići
Homoseksualni dječaci i mladići mogu biti „laka meta” zlostavljačima, naročito ako su smatrani feminiziranima ili ako pokazuju atipično rodno izražavanje. Tijekom adolescencije, neki dječaci prakticiraju istospolne odnose, što ne znači da će se identificirati kao homoseksualci. Obiteljska potpora dosta smanjuje rizik od pokušaja samoubojstva, kao i potpora heteroseksualaca.

## Nasilje prema gejevima
U odnosu na lezbijke, gej muškarci mnogo su češće žrtve nasilja, pogotovo fizičkog i seksualnog. Diljem Latinske Amerike, u Africi i istočnoj Europi te na Bliskome istoku, nasilje prema gej muškarcima obično prolazi bez društvene osude.
Zbog velikog rizika od seksualnog nasilja, gejevi u zatvorima su ponekad smješteni u „samice”.[nedostaje izvor]

## Tolerancija
Kanada, Skandinavija i zapadna Europa obično se smatraju najviše tolerantnima prema gej muškarcima.

## U Hrvatskoj
Neki su od poznatih hrvatskih gej muškaraca: Dražen Ilčić, Vladimir Tintor, Dinko Bogdanić i Marko Bošnjak.